# Borrud
Borrud är ett säteri i Västergötland, 9 kilometer öster om Mariestad i Bäcks socken.
Under medeltiden tillhörde gården släkten Posse, och har därefter tillhört ätterna Tre Rosor, Bonde, Hierta, Mannerheim och Camitz. I början av 1900-talet tillhörde gården Erland von Hofsten.
Mangårdsbyggnaden uppfördes på 1600-talet, men andra våningen tillbyggdes i slutet av 1700-talet. Husets nuvarande utseende har skapats av arkitekten Ivar Tengbom. Trädgårdsanläggningen skapades av konstnären Gunnar Hallström.